# Sortie de Bonis
Pour l’article homonyme, voir Sortie.
La Sortie, op. 96, est une œuvre pour orgue de la compositrice Mel Bonis.

## Composition
Mel Bonis compose sa Sortie pour orgue à pédalier ou harmonium. L'œuvre est éditée pour la première fois par La Musique sacrée à une date inconnue. Elle a été rééditée par les éditions Carrara en 1971 puis par les éditions Armiane en 2011.

## Analyse
La Sortie devait faire partie d'un projet de Dix Pièces pour orgue, avec l'Andante religioso, le Choral, le Prélude en sol mineur, la Communion (Adoro te), l'Offertoire, l'Adagio, la Pastorale, le Moderato et l'Idylle. L'œuvre fait explicitement référence à la célébration paraliturgique du rite catholique romain.

## Sources
- Étienne Jardin, Mel Bonis (1858-1937) : parcours d'une compositrice de la Belle Époque, 2020 (ISBN 978-2-330-13313-9 et 2-330-13313-8, OCLC 1153996478, lire en ligne)